# Anabolic Video
Anabolic Video è un'agenzia di casting pornografica con sede a Chatsworth, in California. L'agenzia fu un pioniere nella pornografia gonzo ed è considerata una delle migliori produttrici di gonzo.

## Storia
Anabolic Video è stata fondata nel 1991 dallo studente della UCLA e attuale presidente Christopher Alexander che, inizialmente, aveva sede insieme alla Diabolic Video a Venice, in California, dove è rimasta per 10 anni. Nel corso della sua storia hanno collaborato con la società registi tra cui Mike John, Vince Vouyer, Jonh Strong, Erik Everhard, Sean Michaels e Lexington Steele.

## Serie cinematografiche
La compagnia ha avuto maggior successo nelle serie: Anabolic Penetrations, Balls Deep, Sweet Cheeks, Nasty Nymphos, The Gangbang Girl, Gangbang Auditions, Down the Hatch, Initiations e World Sex Tour.

## Attrici
Pornstars come Shelby Bell iniziarono la loro carriera con l'Anabolic Video. Nel 1999 Vivian Valentine si ritrovò con un occhio nero dopo essere stata colpita da Jon Dough durante le riprese di Sesso rude, ma disse al riguardo: "Non ho rimpianti o risentimenti al riguardo". Nel giugno 2004 Alexis Amore firmò un accordo di recitazione e regia nel quale avrebbe diretto otto o dieci film e star in sei film all'anno. Questo fece di lei la prima "contract girl" di Anabolic.

## Riconoscimenti
AVN Awards
- 1993 - Best Pro-Am Release per Biff Malibu's Totally Nasty Home Videos 6 [10]
- 1995 - Best Anal-Themed Release per Buttbanged Bicycle Babes[11]
- 1997 - Best Gangbang Tape per Gangbang Girl 17[12]
- 2000 - Best Specialty Tape - Bondage & D/S per Rough Sex 1[13]
- 2003 - Best All-Sex Video per Bring 'Um Young 9[14]
- 2008 - Best Ethnic-Themed Release - Asian per Anabolic Asians 5[15]
- 2009 - Best Internal Series per Ass Cream Pies[16]